# Вардисубани (Казбегский муниципалитет)
Вардисубани (груз. ვარდისუბანი) — село в Грузии, на территории Казбегского муниципалитета края (мхаре) Мцхета-Мтианети.

## География
Село находится в северо-восточной части Грузии, на правом берегу реки Терек, на расстоянии приблизительно 7 километров (по прямой) к юго-западу от посёлка городского типа Степанцминда, административного центра муниципалитета. Абсолютная высота — 1911 метров над уровнем моря.

## Население
По результатам официальной переписи населения 2014 года в Вардисубани проживало 48 человек (23 мужчины и 25 женщин). В национальной структуре населения грузины составляли 100 %.
| Год  | Население, человек |
| ---- | ------------------ |
| 2002 | 97                 |
| 2014 | ↘ 48               |